# Liste der Mitglieder der National Academy of Sciences/1899
Im Jahr 1899 wählte die National Academy of Sciences der Vereinigten Staaten 5 Personen zu ihren Mitgliedern.

## Neugewählte Mitglieder
- Charles Beecher (1856–1904)
- George Cary Comstock (1855–1934)
- Theodore Richards (1868–1928)
- Edgar F. Smith (1854–1928)
- Edmund B. Wilson (1856–1939)